# Эспиналь (муниципалитет)
Эспиналь (исп. Espinal) — муниципалитет в Мексике, штат Веракрус, расположен в регионе Тотонака. Административный центр — город Эспиналь.

## Состав
В состав муниципалитета входят 82 населённых пункта.